# Список московской городской скульптуры

Спи́сок моско́вской городско́й скульпту́ры представляет собой перечень всех самостоятельных произведений скульптуры, установленных на улицах или площадях, в парках или скверах Москвы. В список не включены произведения пластики, созданные как элементы других объектов: например, фигуры или композиции, украшающие фонтаны или установленные на зданиях. В список не включены декоративная парковая скульптура (изваяния, не являющиеся самодостаточными произведениями искусства) и надгробные памятники, находящиеся на московских городских кладбищах. В списке также отсутствуют различные мемориальные сооружения или памятники, не являющиеся произведениями скульптуры, например памятные камни или знаки, часовни, а также различная техника, установленная на постаментах.
На начало 2018 года в столице насчитывалось более 900 различных памятников. Больше всего памятников установлено в Центральном округе Москвы — минимум вдвое больше, чем в любом другом.
Гендерный баланс по городу неравномерен: только один из десяти монументов в столице посвящён женщине. Более трети столичных памятников отражают события Великой Отечественной войны. Наибольшее количество персональных памятников установлено Владимиру Ленину, Александру Пушкину, Антону Чехову, Георгию Жукову и Петру I.

## История

### До 1918 года

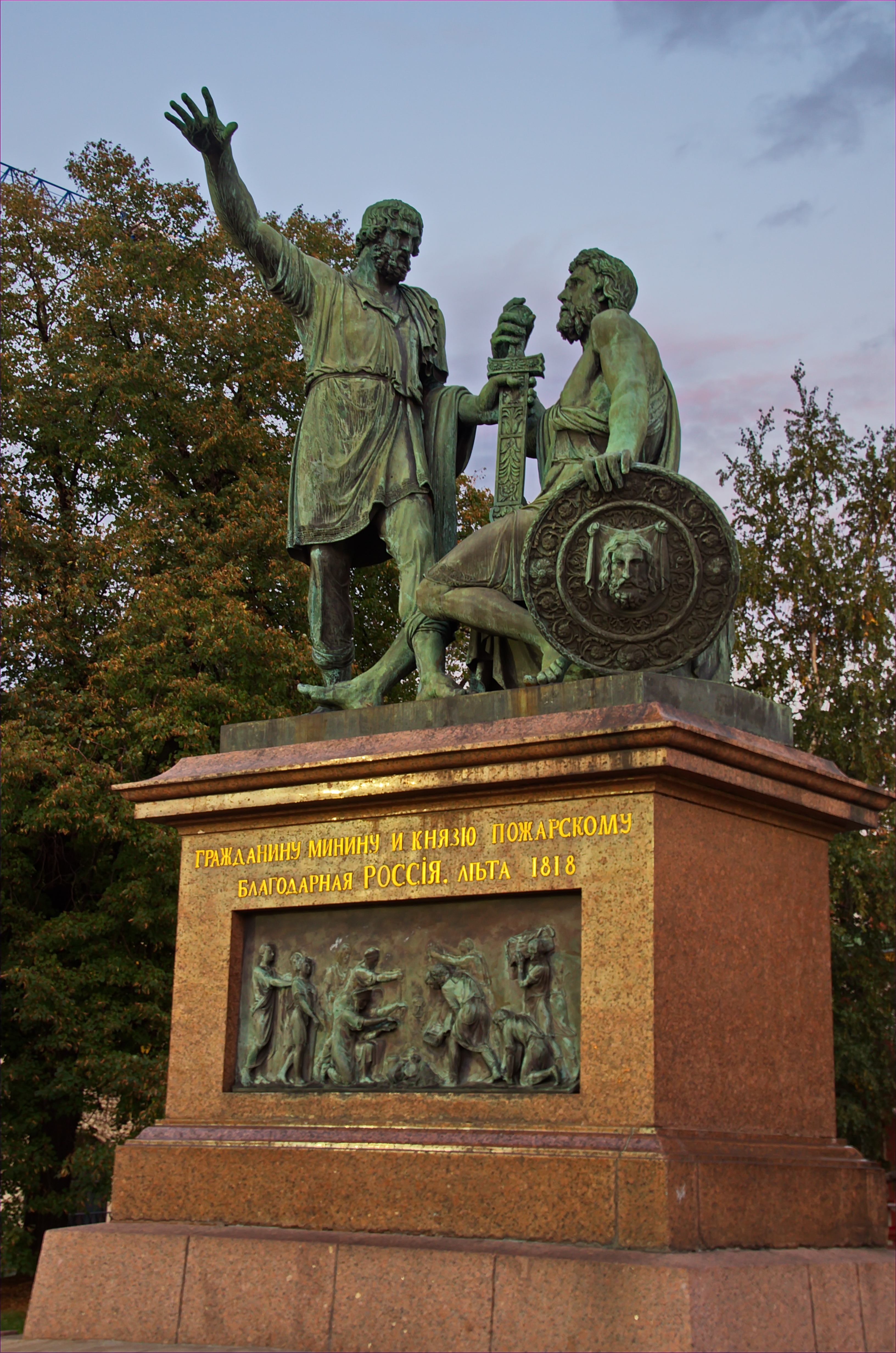
Первый московский памятник — Кузьме Минину и Дмитрию Пожарскому, 2015 год

Первые известные пластически-объёмные произведения в Москве, которые можно отнести к скульптурным памятникам, появились в XV веке. Среди таких работ барельефы Георгия Победоносца и Димитрия Солунского для Спасских ворот Кремля, выполненные в 1464 году русским зодчим Василием Ермолиным.
Скульптурное искусство не было развито в Русском государстве. Это изменилось лишь в XVIII веке с приходом к власти Петра I. Однако в Москве и в подмосковных усадьбах прежде всего развивалась парковая и декоративная скульптура. Монументы если и устанавливались, то преимущественно в честь императоров и их приближённых. Сохранились материалы о благоустройстве, планировке и художественном оформлении Москвы XVIII — начала XX века. Они свидетельствуют о том, что правительство города, как правило, запрещало установку памятников. Если разрешение давалось, то средства для возведения собирались самими авторами или инициаторами среди населения по подписке: распространялась информация о монументе и необходимости пожертвований для его сооружения. В этот период установили первый московский памятник — Кузьме Минину и Дмитрию Пожарскому в 1818 году, первый московский памятник учёному — Михаилу Ломоносову в 1877-м, памятник Александру Пушкину в 1880-м, Николаю Пирогову в 1897-м, первопечатнику Ивану Фёдорову, а также Николаю Гоголю и Фёдору Гаазу в 1909-м.

### 1918—1991 годы

«Пламя революции», 2017 год

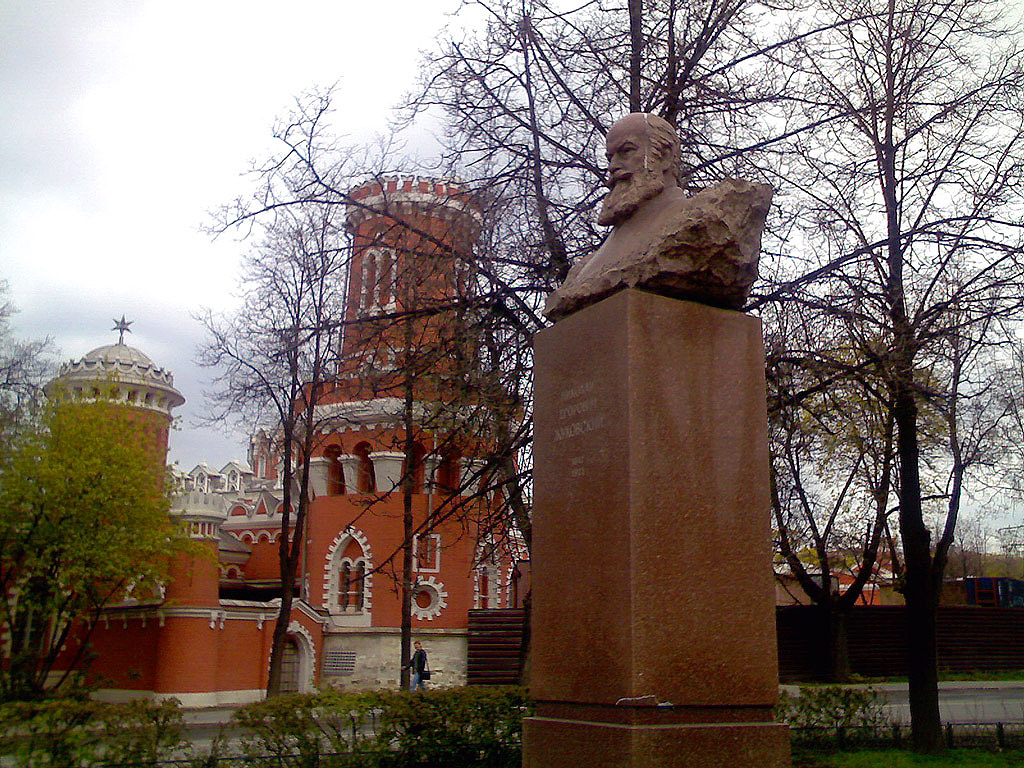
Памятник Николаю Жуковскому на Ленинградском проспекте в 2007 году

Памятник Игорю Курчатову в 2008 году

Ситуация изменилась после революции. 12 апреля 1918 года советская власть издала декрет «О снятии памятников, воздвигнутых в честь царей и их слуг и выработке проектов памятников Российской социалистической революции». В Москве снесли множество памятников, среди них Александру II, Александру III и генералу Михаилу Скобелеву.

Памятники, воздвигнутые в честь царей и их слуг и не представляющие интереса ни с исторической, ни с художественной стороны, подлежат снятию с площадей и улиц и частью перенесению в склады, частью использованию утилитарного характера.— Первый пункт декрета
30 июля 1918 года Совет народных комиссаров утвердил представленный Народным комиссариатом просвещения «Список лиц, коим предположено поставить монументы в городе Москве других городах Российской Федеративной республики». В этот список было включено более 60 фамилий. Первым временным монументом стал гипсовый бюст Александру Радищеву скульптора Леонида Шервуда. Его установили на Триумфальной площади 6 октября 1918 года на постамент, сколоченный из сосновых досок, с вырезанной по фасаду фамилией писателя. За первые три года в Москве установили 25 временных памятников. Они изготавливались из временных материалов, таких как гипс, мраморная крошка и бетон, и поэтому в основном не сохранились.

Ставьте, как можно скорее, хотя бы пока в непрочном материале, возможно больше памятников великим революционерам и тем мыслителям, поэтам, которых не хотела чтить буржуазия за свободу их мысли и прямоту их чувства. Пусть изваяния предшественников революции послужат краеугольными камнями в здании трудовой социалистической культуры.— Реплика Владимира Ленина Анатолию Луначарскому
В первые годы ленинской монументальной пропаганды в Москве установили более сорока скульптурных монументов. Регулярно проводились конкурсы на создание памятников, во время которых изготавливалось множество статуй. Некоторые из них, а также проекты монументов хранятся в музеях, например «Свобода» Николая Андреева, «Байрон» Владимира Домогацкого, «Степан Разин» Сергея Конёнкова, «Карл Маркс» Сергея Семёновича Алешина, «Пламя революции» Веры Мухиной. Произведения этих лет были декоративны, абстрактны и схематичны. Это направление получило название «советский авангард». Ярким примером служит памятник Клименту Тимирязеву, который открыли в 1923 году.
В 1922 году в Москве появилась Ассоциация художников революционной России, которая призывала в своей декларации к точному изображению и передаче характера изображаемой модели. Эта тенденция в скульптуре получила название «социалистический реализм». В качестве примера можно привести памятники врачу-гигиенисту Фёдору Эрисману, учёному-почвоведу Василию Вильямсу, нейрохирургу Николаю Бурденко.
В 1930—1950-х годах получил распространение сталинский ампир. Особое значение придавалось идейно-тематической стороне. С помощью символов, метафор и конкретных изображений пропагандировались идеи патриотизма, сплочённости советского народа, восхвалялись непобедимость армии, достижения отечественной науки, культуры, техники и сельского хозяйства. Тогда же окончательно утвердился и закрепился социалистический реализм.
В годы Великой Отечественной войны деятельность скульпторов, которые работали в больших формах, была практически приостановлена. Но за первое послевоенное десятилетие число памятников в столице выросло в девять раз, достигнув значения в среднем 10 монументов в год.
В период до 1950-х годов для монументальной пластики были характерны портретные памятники. Скульптура прославляла деятелей революции, людей, продвигающих науку и работающих на благо страны, а также участников Великой Отечественной войны. Развивались и негативные тенденции: скульптуры были больших размеров, люди представлялись с сильно выраженной представительностью и величавостью, что привело к отстранённой холодности образов, отсутствию в них человечности.
Другой тенденцией стала установка монументов на территории предприятий и учебных заведений на средства и по инициативе их работников, например «Ополченцам Фрунзенского района столицы» на Метростроевской улице, «Комсомольцам-добровольцам» в Измайловском парке, воинам завода «Красный пролетарий» на Малой Калужской улице, «Воинам-медикам» на Большой Пироговской.
1950-е годы характеризуются большим количеством памятников учёным, среди них хирургу Александру Вишневскому, селекционеру Ивану Мичурину, хирургу Алексею Очкину, физиологу Ивану Сеченову, основоположнику гидро- и аэродинамики Николаю Жуковскому. На территории одного только главного здания МГУ на Воробьёвых горах установлена Аллея учёных с двенадцатью бюстами, памятники академику Михаилу Ломоносову, химикам Дмитрию Менделееву и Александру Бутлерову, а также физикам Петру Лебедеву и Александру Столетову.
В 1960-х годах было создано несколько огромных монументов, символизирующих величие страны. В эти годы СССР совершил прорыв в космических технологиях, что способствовало активному возведению памятников, связанных с космонавтикой, и самим космонавтам. Была создана Аллея Космонавтов, на которой в это время установили памятник Константину Циолковскому и шесть бюстов первопроходцам космонавтики. Центральной частью ансамбля является монумент «Покорителям космоса», стилобат которого окружён горельефами советских учёных, инженеров, рабочих, внёсших вклад в освоение космоса. В 2008 году после реставрации добавили памятник Сергею Королёву и интерактивные скульптуры глобуса Земли и звёздного неба, модель Солнечной системы. Аллею бюстов пополнили пять памятников в той же стилистике.
В 1950—1960-е годы разрабатывались лаконичные по своим формам монументы с отсутствием сюжетного повествования и выраженного реализма. Характерно использование круглой скульптуры, рельефа и архитектурных форм. Это можно увидеть в ансамблевом решении памятника Михаилу Лермонтову на Лермонтовской площади.
Со второй половины 1960-х — начала 1970-х годов обозначились новые тенденции к камерности памятников. Это достигалось благодаря уменьшению размеров фигур и высоты постаментов, а также за счёт более жизненных и естественных образов. В данный период были созданы памятники Ивану Крылову на Патриарших прудах, Сергею Есенину на Есенинском бульваре.
В 1970—1980-х годах художественное решение скульптур значительно расширилось, авторы стали уходить от реалистичного изображения. Например, Иулиан Рукавишников создал памятник Игорю Курчатову, представляющий собой пятиметровую голову учёного, а портретное сходство лишь схематично. Одновременно сохранялись традиционные исполнения, в этот период были установлены памятники агрохимику Дмитрию Прянишникову, учёному-металловеду Андрею Бочвару и учёному-мелиоратору Алексею Костякову. К 1979 году в Москве возвели около 250 памятников.

### 1991—2010-е годы

Общий вид аллеи Космонавтов после реконструкции 2008—2009 годов

Этот этап характеризуется новыми темами и сюжетами, оригинальными образно-пластическими и композиционными решениями, однако преобладающей линией остаётся реалистическая. Происходят реконструкции памятников и реновации пространства вокруг. Основная цель таких преобразований — сделать монумент и область вокруг общественным местом с художественной доминантой. Например, на Сретенском бульваре установлен памятник инженеру, архитектору и изобретателю Владимиру Шухову и благоустроен сквер со скамейками, украшения которых перекликается с монументом.
Исследователи отмечают тенденцию роста количества памятников, их либерализацию и внимание к трагическим страницам советской истории, обращение к локальной истории. Создаются памятники жертвам Первой мировой войны, сталинских репрессий, Русско-японской, Русско-турецких, Крымской войны. В 2010-х годах ежегодно устанавливалось около двадцати монументов.

## Процедура установки
Предложение воздвигнуть монумент может поступить от граждан, коммерческих организаций, органов исполнительной власти или общественных объединений. Заявка подаётся в комиссию Мосгордумы по монументальному искусству. В обращении должны быть указаны: вид и тема памятника, адрес установки, источник финансирования.
Комиссия рассматривает все поступившие предложения, формирует не реже раза в год по итогам заседаний перечень памятников, рекомендуемых к установке, который подаёт в Мосгордуму для рассмотрения и утверждения. Окончательный перечень с внесением всех изменений и дополнений публикуют.
Правительство Москвы организует тендер, утверждает программу, условия и состав жюри конкурса, после чего принимает решение о судьбе проекта памятника. Если монумент подарен городу, комиссия по монументальному искусству даёт заключение о возможности его установки, рекомендации о месте сооружения. Окончательное решение принимает мэр Москвы.

## Памятники Москвы
Представленная в разделе информация собрана на основании следующих источников: «Памятники Москвы» Людмилы Дорониной, «Скульптурные памятники Москвы» Роальда Кожевникова, «Москва: все культурные и исторические памятники» Михаила Вострышева, «Вся Москва от А до Я» Сергея Шокарева и Михаила Вострышева.

### Выдающимся деятелям культуры
| Памятник                                                       | Адрес                                                                                              | Дата установки                              | Скульптор (архитектор)                              | Код ЕГРОКН                                  |
| -------------------------------------------------------------- | -------------------------------------------------------------------------------------------------- | ------------------------------------------- | --------------------------------------------------- | ------------------------------------------- |
| Памятник Чингизу Айтматову                                     | Николоямская улица, дом 1                                                                          | 2013                                        | Азамат Абдурахманов                                 |                                             |
| Памятник Анне Ахматовой                                        | Улица Большая Ордынка, дом 17                                                                      | 2000                                        | Владимир Суровцев                                   |                                             |
| Памятник Александру Блоку                                      | Улица Спиридоновка, дом 6                                                                          | 1993                                        | Олег Комов                                          |                                             |
| Памятник Иосифу Бродскому                                      | Новинский бульвар, между домами 22 и 28                                                            | 2011                                        | Георгий Франгулян                                   |                                             |
| Памятник Михаилу Булгакову                                     | Большая Пироговская улица                                                                          | 2018                                        | Георгий Франгулян                                   |                                             |
| Памятник Ивану Бунину                                          | Поварская улица, дом 26                                                                            | 2007                                        | Александр Бурганов                                  |                                             |
| Памятники Евгению Вахтангову:                                  | улица Арбат, дом 24                                                                                | 2020                                        | Александр Рукавишников                              |                                             |
| Памятники Евгению Вахтангову:                                  | Большой Николопесковский переулок, дом 12А                                                         | 2014                                        | А. И. Игнатов                                       |                                             |
| Памятник Евгению Вучетичу                                      | Тимирязевская улица, дом 29                                                                        | 1981                                        | Заир Азгур                                          |                                             |
| Памятник Владимиру Высоцкому                                   | Страстной бульвар, дом 15а                                                                         | 1985                                        | Геннадий Распопов                                   |                                             |
| Памятник Аркадию Гайдару                                       | Улица Шкулёва, дом 2                                                                               | 1974                                        | А. П. Шлыков                                        |                                             |
| Памятник Расулу Гамзатову                                      | Яузский бульвар                                                                                    | 2013                                        | Игорь Новиков, Шамиль Канайгаджиев, Алексей Тихонов |                                             |
| Александру Герцену:                                            | |                                             |                                                     |                                             |
| Памятники Герцену и Огарёву на Моховой улице, д. 11, стр.1     | 1953                                                                                               | Николай Андреев                             | 771410656770006                                     |                                             |
| Памятник Герцену и Огарёву на месте их клятвы (Воробьёвы горы) | 1978                                                                                               | Марк Шмаков, Роман Кананин                  | 771410669590005                                     |                                             |
|                                                                | Памятник Герцену на Тверском бульваре, д. 25                                                       | 1959                                        | М. О. Мильбергер                                    | 771710983120005                             |
| Николаю Гоголю:                                                | Памятник Гоголю (Гоголевский бульвар)                                                              | 1952                                        | Николай Томский                                     | 771410709510006                             |
| Николаю Гоголю:                                                | Памятник Гоголю (Никитский бульвар)                                                                | 1909                                        | Николай Андреев                                     | 771410658610006                             |
| Максиму Горькому:                                              | Памятник Горькому (Тверская Застава), 7 стр.1                                                      | 1951                                        | Иван Шадр, Вера Мухина                              | 771411200860006                             |
| Максиму Горькому:                                              | Памятник Горькому (Поварская улица), дом 25а                                                       | 1956                                        | Вера Мухина                                         | 771410981990005                             |
| Максиму Горькому:                                              | Крымский Вал, (на территории парка Горького)                                                       | 1974                                        | Николай Никогосян                                   |                                             |
| Максиму Горькому:                                              | В переходе на станции метро «Чеховская»                                                            | 1979                                        | Вячеслав Клыков                                     |                                             |
| Памятник Александру Грибоедову                                 | Чистопрудный бульвар                                                                               | 1959                                        | Аполлон Мануйлов                                    | 771411200630006                             |
| Памятник Низами Гянджеви                                       | Леонтьевский переулок, дом 16                                                                      | 1991                                        | Тельман Зейналов, Э. Зейналов                       |                                             |
| Фёдору Достоевскому:                                           | Памятник Достоевскому (улица Достоевского), дом 4                                                  | 1914                                        | Сергей Меркуров                                     | 771410725790006                             |
| Фёдору Достоевскому:                                           | Памятник Достоевскому (Воздвиженка), дом 3/5, строение 1                                           | 1997                                        | Александр Рукавишников                              |                                             |
| Фёдору Достоевскому:                                           | Памятник Фёдору Достоевскому (Люблино), Краснодонская улица, дом 2 (на территории ГБОУ СОШ № 1148) | 2007                                        | Евгений Шишков                                      |                                             |
| Сергею Есенину:                                                | Памятник Есенину на Есенинском бульваре, дом 145                                                   | 1972                                        | Владимир Цигаль                                     | 771410678250005                             |
| Сергею Есенину:                                                | Памятник Есенину на Тверском бульваре                                                              | 1995                                        | Анатолий Бичуков                                    |                                             |
| Сергею Есенину:                                                | Памятник Есенину (Строченовский переулок), дом 24                                                  | 2020                                        | Григорий Потоцкий                                   |                                             |
| Памятник Василию Жуковскому                                    | Подсосенский переулок, 19/28                                                                       | 2008                                        | Александр Бурганов                                  |                                             |
| Памятник Михаилу Ипполитову-Иванову                            | улица Марксистская, дом 36                                                                         | 2019                                        | Айдын Зейналов                                      |                                             |
| Памятник Ивану Крылову                                         | Малая Бронная улица                                                                                | 1976                                        | А. А. Древин, Д. Ю. Митлянский                      | 771410678140005                             |
| Памятник Абаю Кунанбаеву                                       | Чистопрудный бульвар                                                                               | 2006                                        | Марат Айнеков                                       |                                             |
| Памятник Янке Купале                                           | Кутузовский проспект, в сквере перед домом 28                                                      | 2007                                        | Лев Гумилевский                                     |                                             |
| Памятник Ле Корбюзье                                           | Мясницкая улица, дом 39                                                                            | 2015                                        | Андрей Тыртышников                                  |                                             |
| Памятник Евгению Леонову                                       | Мосфильмовская улица                                                                               | 2001                                        | Екатерина Чернышева                                 |                                             |
| Михаилу Лермонтову:                                            | Памятник Лермонтову (Москва), Лермонтовская площадь                                                | 1965                                        | Исаак Бродский, Николай Миловидов                   | 771411200850006                             |
| Михаилу Лермонтову:                                            | Бюст Лермонтову (Москва) Улица Малая Молчановка                                                    | 1994                                        | Александр Бурганов                                  |                                             |
| Памятник Муслиму Магомаеву                                     | На пересечении Вознесенского и Елисеевского переулков                                              | 2011                                        | Александр Рукавишников                              |                                             |
| Памятник Владимиру Маяковскому                                 | Триумфальная площадь                                                                               | 1958                                        | Александр Кибальников                               | 771410726130006                             |
| Памятник Сергею Михалкову                                      | Поварская улица                                                                                    | 2014                                        | Александр Рукавишников                              |                                             |
| Памятник Вере Мухиной                                          | Пречистенский переулок, дом 18                                                                     | 1989                                        | Михаил Аникушин                                     |                                             |
| Памятник Алишеру Навои                                         | Серпуховская площадь                                                                               | 2002                                        | Равшан Миртаджиев                                   |                                             |
| Памятник-бюст Николаю Некрасову                                | Космодамианская набережная, дом 4/22                                                               | 1960                                        | Иосиф Чайков, А. А. Усачев                          | 771410677920005                             |
| Памятник Юрию Никулину                                         | Цветной бульвар, дом 13                                                                            | 2000                                        | Александр Рукавишников                              |                                             |
| Памятник-фонтан «Клоуны» (Никулину и Альберту Саламонскому)    | Цветной бульвар, дом 13                                                                            | 2002                                        | Зураб Церетели                                      |                                             |
| Памятник Сергею Образцову                                      | Самотёчная улица, дом 3                                                                            | 2006                                        | Александр Белашов                                   |                                             |
| Памятник Александру Островскому                                | Театральная площадь                                                                                | 1929                                        | Николай Андреев                                     | 771410982290006                             |
| Памятник Булату Окуджаве                                       | Плотников переулок                                                                                 | 2002                                        | Георгий Франгулян                                   |                                             |
| Памятник Булату Окуджаве                                       | Улица Академика Бакулева                                                                           | 2007                                        | Георгий Франгулян                                   |                                             |
| Памятник Майе Плисецкой                                        | Большая Дмитровка                                                                                  | 2016                                        | Виктор Митрошин                                     |                                             |
| Сергею Прокофьеву:                                             | Памятник Сергею Прокофьеву в Токмаковом переулке, дом 6                                            | 1991                                        | Виктор Думанян                                      |                                             |
| Сергею Прокофьеву:                                             | Памятник Сергею Прокофьеву в Камергерском переулке                                                 | 2016                                        | Андрей Ковальчук                                    |                                             |
| Александру Пушкину:                                            | Пушкинская площадь                                                                                 | 1880                                        | Александр Опекушин                                  | 771410726170006                             |
| Александру Пушкину:                                            | Улица Арбат, дом 46. Совместный с Натальей Гончаровой                                              | 1999                                        | Александр и Игорь Бургановы                         |                                             |
| Александру Пушкину:                                            | Фонтан-ротонда «Наталья и Александр»                                                               | 1999                                        | Михаил Дронов                                       |                                             |
| Александру Пушкину:                                            | Бабушкинский парк                                                                                  | 1955                                        |                                                     |                                             |
| Александру Пушкину:                                            | Спасопесковская площадь                                                                            | 1993                                        | Юрий Динес                                          |                                             |
| Александру Пушкину:                                            | Парк «Музеон», «Пушкинский дворик»                                                                 | Несколько скульптур поэта различных авторов | Несколько скульптур поэта различных авторов         | Несколько скульптур поэта различных авторов |
| Александру Пушкину:                                            | Бауманская улица, дом 40                                                                           | 1967                                        | Екатерина Белашова                                  | 771410671150005                             |
| Александру Пушкину:                                            | У торцевой стены станции метро «Пушкинская»                                                        | 1975                                        | Марк Шмаков                                         |                                             |
| Александру Пушкину:                                            | Люблинская улица, дом 7                                                                            | 1999                                        |                                                     |                                             |
| Александру Пушкину:                                            | Спартаковская улица, дом 9                                                                         |                                             |                                                     |                                             |
| Александру Пушкину:                                            | Зеленоград, Солнечная аллея, дом 20                                                                | 1999                                        |                                                     |                                             |
| Памятник Александру Радищеву                                   | Верхняя Радищевская улица                                                                          | 1995                                        | Виктор Усов                                         |                                             |
| Памятник Сергею Рахманинову                                    | Страстной бульвар                                                                                  | 1999                                        | Олег Комов, Андрей Ковальчук                        |                                             |
| Памятник Илье Репину                                           | Болотная площадь                                                                                   | 1958                                        | Матвей Манизер                                      | 771410726260006                             |
| Памятник Мстиславу Ростроповичу                                | Брюсов переулок, в сквере Мстислава Ростроповича                                                   | 2012                                        | Александр Рукавишников                              |                                             |
| Памятник Андрею Рублёву                                        | Андроньевская площадь, дом 10                                                                      | 1985                                        | Олег Комов                                          |                                             |
| Памятник Руставели                                             | Большая Грузинская улица, дом 17                                                                   | 1966                                        | Мераб Бердзенишвили                                 |                                             |
| Памятник Наталии Сац                                           | Проспект Вернадского, дом 5                                                                        | 1998                                        | Александр Белашов                                   |                                             |
| Памятник Мигелю Сервантесу                                     | Ленинградское шоссе, парк Дружбы                                                                   | 1980                                        | Антонио Сола                                        |                                             |
| Памятник Александру Солженицыну                                | улица Солженицына                                                                                  | 2018                                        | Андрей Ковальчук                                    |                                             |
| Памятник Василию Сурикову                                      | Улица Пречистенка, дом 30                                                                          | 2003                                        | Михаил Переяславец                                  |                                             |
| Памятник Рабиндранату Тагору                                   | Ленинградское шоссе, парк Дружбы                                                                   | 1991                                        | Гаутам Пал                                          |                                             |
| Памятник Александру Твардовскому                               | Страстной бульвар                                                                                  | 2013                                        | Владимир Суровцев                                   |                                             |
| Памятник Алексею Николаевичу Толстому                          | Большая Никитская улица                                                                            | 1957                                        | Георгий Мотовилов                                   | 771410726310006                             |
| Льву Толстому:                                                 | Памятник Льву Толстому (Пречистенка), дом 11                                                       | 1913                                        | Сергей Меркуров                                     | 771411200840006                             |
| Льву Толстому:                                                 | Памятник Льву Толстому (Поварская улица), дом 52/55                                                | 1956                                        | Галина Новокрещенова                                |                                             |
| Льву Толстому:                                                 | Памятник Льву Толстому (Девичье поле)                                                              | 1972                                        | Алексей Портянко                                    |                                             |
| Памятник Николаю Томскому                                      | Улица Крымский Вал, дом 8                                                                          | 2000                                        | Владимир Цигаль                                     |                                             |
| Памятник Константину Тону                                      | Комсомольская площадь, дом 3                                                                       | 2013                                        |                                                     |                                             |
| Памятник Павлу Третьякову                                      | Лаврушинский переулок, дом 10                                                                      | 1980                                        | Александр Кибальников                               |                                             |
| Памятник Ивану Тургеневу                                       | Остоженка, дом 37                                                                                  | 2018                                        | Сергей Казанцев                                     |                                             |
| Памятник Фёдору Тютчеву                                        | Армянский переулок, дом 11/2                                                                       | 2003                                        | Юрий Иванов                                         |                                             |
| Памятник Александру Фадееву                                    | Миусская площадь                                                                                   | 1973                                        | Владимир Фёдоров                                    |                                             |
| Памятник Ивану Фёдорову                                        | Театральный проезд                                                                                 | 1907                                        | Иван Машков, Сергей Волнухин                        | 771410726150006                             |
| Памятник Араму Хачатуряну                                      | Брюсов переулок                                                                                    | 2006                                        | Георгий Франгулян                                   |                                             |
| Памятник Марине Цветаевой                                      | Борисоглебский переулок                                                                            | 2007                                        | Нина Матвеева                                       |                                             |
| Памятник Петру Чайковскому                                     | Большая Никитская улица, дом 13                                                                    | 1954                                        | Вера Мухина, Нина Зеленская, Зинаида Иванова        |                                             |
| Николаю Чернышевскому:                                         | Ленинские горы, дом 1, Аллея учёных МГУ                                                            | 1953                                        | Георгий Нерода                                      |                                             |
| Николаю Чернышевскому:                                         | Памятник Чернышевскому (Москва), Площадь Покровские Ворота                                         | 1988                                        | Юрий Нерода                                         |                                             |
| Антону Чехову:                                                 | Памятник Чехову (Камергерский переулок)                                                            | 1998                                        | Михаил Аникушин                                     |                                             |
| Антону Чехову:                                                 | Памятник Чехову (Люблино), сквер имени Антона Чехова                                               | 2014                                        | Салават Щербаков                                    |                                             |
| Антону Чехову:                                                 | Памятник студенту Чехову, напротив Медицинского центра МГУ имени Ломоносова                        | 2014                                        | Александр Рукавишников                              |                                             |
| Памятник Тарасу Шевченко                                       | Кутузовский проспект, дом 2/1                                                                      | 1964                                        | Юлий Синькевич, Анатолий Фуженко, Михаил Грицюк     |                                             |
| Памятник Фёдору Шехтелю                                        | Комсомольская площадь, дом 5                                                                       |                                             |                                                     |                                             |
| Памятник Ивану Шмелёву                                         | Лаврушинский переулок, дом 17                                                                      | 2000                                        | Л. Лазуновская                                      |                                             |
| Михаилу Шолохову:                                              | Памятник Шолохову (Волжский бульвар) Пересечение с Волгоградским проспектом                        | 2001                                        | Владимир Глебов-Вадбольский, Юрий Дрёмин            |                                             |
| Михаилу Шолохову:                                              | Памятник Шолохову (Гоголевский бульвар), дом 10                                                    | 2007                                        | Иулиан Рукавишников, Александр Рукавишников         |                                             |
| Памятник Дмитрию Шостаковичу                                   | Космодамианская набережная, дом 52                                                                 | 2015                                        | Георгий Франгулян                                   |                                             |
| Памятники Алексею Щусеву:                                      | Гранатный переулок, дом 7                                                                          | 1980                                        | Иулиан Рукавишников                                 |                                             |
| Памятники Алексею Щусеву:                                      | Комсомольская площадь, дом 1а                                                                      | 2013                                        |                                                     |                                             |

| - Гоголь на Никитском бульваре - Достоевский у здания РГБ - Первопечатник Иван Фёдоров - Памятник Маяковскому - Пушкин на Пушкинской площади - Шолохов на Гоголевском бульваре - Чернышевский у площади Покровские Ворота |

### Врачам и медицинским работникам
| Памятник                                                      | Адрес                                | Дата установки | Архитектор (скульптор)             | Код ЕГРОКН               |
| ------------------------------------------------------------- | ------------------------------------ | -------------- | ---------------------------------- | ------------------------ |
| Памятник Алексею Абрикосову                                   | Абрикосовский переулок               | 1960           | Алексей Постол                     |                          |
| Памятник Михаилу Авербаху                                     | Садовая-Черногрязская улица, 14/19   | 1952           | Сергей Меркуров                    | 771410374030006          |
| Памятник Николаю Бидлоо и царю Пётру I                        | Госпитальная площадь, 1-3 ст2        | 2008           | Леонид Баранов                     |                          |
| Памятник Сергею Боткину                                       | 2-й Боткинский проезд, 5 строение 25 | 1985           | Анатолий Бичуков                   |                          |
| Памятник Николаю Бурденко                                     | улица Фадеева, 5                     | 1949           | Сергей Меркуров                    |                          |
| Памятник Александру Вишневскому                               | Большая Серпуховская улица, 27       | 1951           | Сергей Конёнков                    | 771410982300006          |
| Памятник Фёдору Гаазу                                         | Малый Казённый переулок, 5           | 1909           | Николай Андреев                    | 771410349790006          |
| Памятник Петру Герцену                                        | 2-й Боткинский проезд, 3             | 2023           | Константин Чернявский              |                          |
| Памятник Елизавете Глинке                                     | улица Сретенка, д. 5 с. 1            | 2024           | Валерия Сычёва                     |                          |
| Памятник Ипполиту Давыдовскому                                | Яузская улица, 11                    | 1974           | Ашот Аллахвердянц                  | Выявленный ОКН № 7682354 |
| Памятник Александру Мясникову                                 | Петроверигский переулок, 10          | 1973           | Михаил Оленин                      | 771410725610005          |
| Памятник Борису Петровскому                                   | Абрикосовский переулок, 2            | 2008           | Сергей Щербаков                    |                          |
| Памятник Николаю Пирогову                                     | Большая Пироговская улица, 2/6       | 1897           | Владимир Шервуд                    | 771410662950006          |
| Памятник «Подвигу медицинских работников в борьбе с COVID-19» | Большая Пироговская улица, д. 2 с. 3 | 2021           | Салават Щербаков                   |                          |
| Памятник Галине Савельевой                                    | улица Лобачевского, д. 42 с.2        | 2024           | ?                                  |                          |
| Памятники Николаю Семашко:                                    | Большая Пироговская улица, 6 стр.4   | 1982           | Леонид Тазьба                      |                          |
| Памятники Николаю Семашко:                                    | Будайская улица                      | ?              | ?                                  |                          |
| Памятник Ивану Сеченову                                       | Большая Пироговская улица, 2 стр.3   | 1958           | Лев Кербель                        | 771411200870006          |
| Памятник Владимиру Снегирёву                                  | Улица Еланского, 2 стр.1             | 1973           | Сергей Конёнков, Александр Казачок | 771410726270005          |
| Памятник Сергею Спасокукоцкому                                | Ленинский проспект, 8                | 1947           | Всеволод Лишев, Екатерина Белашова | 771410662990006          |
| Памятник Святославу Фёдорову                                  | Бескудниковский бульвар, д. 59А с. 1 | 2017           | Светлана Фарниева                  |                          |
| Памятники Нилу Филатову:                                      | Сквер Девичьего поля                 | 1960           | Владимир Цигаль                    | 771410982000006          |
| Памятники Нилу Филатову:                                      | Садовая-Кудринская ул., 15           | 1960           | Дмитрий Шварц                      | 771410671090006          |
| Памятник Валерию Шумакову                                     | Щукинская улица, 1                   | 2011           | Денис Стритович                    |                          |
| Памятник Сергею Юдину                                         | Коломенский проезд, 4                | 2018           | ?                                  |                          |

| - Памятник Пирогову (1897) - Памятник Гаазу (1909) - Памятник Вишневскому (1951) - Памятник Филатову (1960) - Памятник Сеченову (1958) - Памятник Елизавете Глинке (2024) |

### Учёным
| Памятник                 | Адрес                                                        | Дата установки | Скульптор                                                     | Код ЕГРОКН      |
| ------------------------ | ------------------------------------------------------------ | -------------- | ------------------------------------------------------------- | --------------- |
| Андрею Бочвару           | Улица Рогова, дом 5а                                         | 1977           | Николай Никогосян                                             |                 |
| Александру Бутлерову     | Ленинские горы, дом 1, строение 3                            | 1953           | Заир Азгур, Андрей Бембель, Алексей Глебов и Сергей Селиханов | 771420980820005 |
| Василию Вильямсу         | Тимирязевская улица, между домами 49 и 51                    | 1947           | Самуил Осипович Махтин                                        | 771610748610005 |
| Николаю Гамалее          | Погодинская улица, дом 6                                     | 1956           | Семён Яковлевич Ковнер, Наталья Алексеевна Максимченко        |                 |
| Валентину Глушко         | Аллея Космонавтов                                            | 2001           | Анатолий Бичуков                                              |                 |
| Василию Докучаеву        | Ленинские горы, дом 1, Аллея учёных МГУ                      | 1953           | Игорь Крестовский                                             |                 |
| Николаю Жуковскому       | Улица Верхняя Масловка, дом 17                               | 1933           | Николай Андреев                                               |                 |
| Николаю Жуковскому       | Улица Радио, дом 17                                          | 1953           | Георгий Нерода                                                |                 |
| Николаю Жуковскому       | Ленинские горы, дом 1, аллея учёных МГУ                      | 1953           | Матвей Манизер                                                |                 |
| Николаю Жуковскому       | Ленинградский проспект, дом 40                               | 1959           | Георгий Нерода                                                | 771410671050005 |
| Михаилу Калашникову      | На пересечении Оружейного переулка и Долгоруковской улицы    | 2017           | Салават Щербаков                                              |                 |
| Мстиславу Келдышу        | Аллея Космонавтов                                            | 1981           | Юрий Чернов                                                   |                 |
| Сергею Королёву          | 1-я Останкинская улица, дом 28                               | 1967           | Андрей Файдыш-Крандиевский                                    | 771610657220026 |
| Сергею Королёву          | Аллея Космонавтов                                            | 2008           | Салават и Сергей Щербаковы                                    |                 |
| Алексею Костякову        | Улица Прянишникова, дом 19                                   | 1975           | Николай Сукоян                                                | 771410726300005 |
| Алексею Крылову          | Ленинградское шоссе, дом 51                                  | 1960           | Лев Кербель                                                   | 771410677810005 |
| Николаю Курнакову        | Ленинский проспект, дом 31                                   |                |                                                               |                 |
| Игорю Курчатову          | Площадь Академика Курчатова, дом 1                           | 1971           | Иулиан Рукавишников                                           | 771410664020005 |
| Петру Лебедеву           | Ленинские горы, дом 1, строение 2                            | 1953           | Алексей Глебов                                                | 771420980820005 |
| Дмитрию Лихачёву         | Николоямская улица, дом 1                                    | 2011           | Георгий Франгулян                                             |                 |
| Николаю Лобачевскому     | Ленинские горы, дом 1, Аллея учёных МГУ                      | 1953           | Николай Дыдыкин                                               |                 |
| Михаилу Ломоносову       | Площадь Ломоносова, Воробьёвы горы перед зданием МГУ         | 1953           | Николай Томский                                               |                 |
| Михаилу Ломоносову       | Моховая улица                                                | 1957           | Иосиф Козловский                                              |                 |
| Михаилу Ломоносову       | Ленинские горы, дом 1, Аллея учёных МГУ                      | 1953           | Иосиф Козловский                                              |                 |
| Павлу Мельникову         | Комсомольская площадь                                        | 2003           | Салават и Сергей Щербаковы                                    |                 |
| Дмитрию Менделееву       | Ленинские горы, дом 1, строение 3                            | 1953           | Андрей Бембель                                                | 771420980820005 |
| Дмитрию Менделееву       | Ленинские горы, дом 1, Аллея учёных МГУ                      | 1953           | Матвей Манизер                                                |                 |
| Ивану Мичурину           | Ленинские горы, дом 1, Аллея учёных МГУ                      | 1953           | Матвей Манизер                                                |                 |
| Ивану Мичурину           | ВДНХ, Мичуринский сад                                        | 1954           | Дмитрий Жилов                                                 |                 |
| Ивану Мичурину           | Фойе актового зала МГУ                                       |                | Сарра Лебедева                                                |                 |
| Ивану Мичурину           | Вспольный переулок, дом 6, строение 3, во дворе школы № 1239 |                |                                                               |                 |
| Ивану Павлову            | Ленинские горы, дом 1, Аллея учёных МГУ                      | 1953           | Матвей Манизер                                                |                 |
| Николаю Пилюгину         | Улица Академика Пилюгина, дом 10                             | 2008           | Владимир Соскиев                                              |                 |
| Александру Попову        | Ленинские горы, дом 1, аллея учёных МГУ                      | 1953           | Мария Литовченко                                              |                 |
| Дмитрию Прянишникову     | Улица Прянишникова, дом 6                                    | 1973           | Ольга Владимировна Квинихидзе и Гавриил Шульц                 |                 |
| Александру Столетову     | Ленинские горы, дом 1, строение 2                            | 1953           | Сергей Селиханов                                              | 771420980820005 |
| Клименту Тимирязеву      | Тверской бульвар, площадь Никитские Ворота                   | 1923           | Сергей Меркуров                                               | 771410671040006 |
| Клименту Тимирязеву      | Тимирязевская улица                                          | 1924           | Мария Страховская                                             | 771610725620006 |
| Клименту Тимирязеву      | Ленинские горы, дом 1, Аллея учёных МГУ                      | 1953           | Сергей Меркуров                                               |                 |
| Митрофану Турскому       | Тимирязевская улица                                          | 1912           | П. В. Дзюбанов                                                |                 |
| Александру Целикову      | Лефортовская набережная, дом 5                               |                | В. А. Петербуржцев                                            |                 |
| Константину Циолковскому | Ленинградский проспект, дом 40                               | 1957           | Сергей Меркуров                                               | 771610664660006 |
| Константину Циолковскому | Аллея Космонавтов                                            | 1964           | Андрей Файдыш-Крандиевский                                    | 771410721830016 |
| Константину Циолковскому | Улица Циолковского                                           | 2007           | Николай Иванов                                                |                 |
| Пафнутию Чебышёву        | Ленинские горы, дом 1, Аллея учёных МГУ                      | 1953           | Иосиф Рабинович                                               |                 |
| Владимиру Челомею        | 2-я Бауманская улица, дом 5                                  | 1984           | Виктор Александрович Сонин                                    |                 |
| Владимиру Челомею        | Аллея Космонавтов                                            | 2015           | Андрей Станиславович Забалуев                                 |                 |
| Владимиру Шухову         | Тургеневская площадь                                         | 2008           | Салават и Сергей Щербаковы                                    |                 |

| - Николай Гамалея - Ломоносов на Моховой улице - Дмитрий Прянишников - Циолковский на улице его имени |

### Военачальникам и политическим деятелям
| Памятник                                               | Адрес | Дата установки | Скульптор | Код ЕГРОКН |
| ------------------------------------------------------ | --- | --- | --- | --- |
| 26 Бакинским комиссарам                                | Улица 26 Бакинских Комиссаров, дом 1 | 1971 | Ибрагим Зейналов | |
| Александру I                                           | Александровский сад | 2014 | Салават Щербаков | |
| Александру II                                          | Улица Волхонка, дом 13 | 2005 | Александр Рукавишников | |
| Егору Гайдару                                          | Николоямская улица, дом 1 | 2013 | Георгий Франгулян | |
| Петру Багратиону                                       | Кутузовский проспект, дом 32 | 1999 | М. К. Мерабишвили | |
| Сергею Бухвостову                                      | Преображенская площадь | 2005 | Вячеслав Клыков | |
| Вацлаву Воровскому                                     | Площадь Воровского | 1924 | Михаил Кац | 771410726350005 |
| Великому князю Владимиру                               | Боровицкая площадь | 2016 | Салавт Щербаков | |
| Великой княгине Елизавете Фёдоровне                    | Марфо-Мариинская обитель | 1990 | Вячеслав Клыков | |
| Великому князю Сергею Александровичу                   | Кремль | 1908 | Виктор Васнецов, Д. Б. Гришин, Н. В. Орлов | |
| Александру Горчакову                                   | На территории МГИМО | 2014 | Иван Черапкин | |
| Даниилу Московскому                                    | Площадь Серпуховская Застава | 1997 | А. Коровин, В. Мокроусов | |
| Феликсу Дзержинскому                                   | Парк Искусств (ранее стоял на Лубянской площади) | 1958 | Евгений Вучетич | |
| Феликсу Дзержинскому                                   | Пересечение проспекта Мира и Новоалексеевской улицы | 1977 | Сергей Леонович Тер-Григорян | |
| Георгию Димитрову                                      | Улица Большая Полянка | 1972 | Константин Мерабишвили, М. К. Мерабишвили | |
| Дмитрию Донскому                                       | На пересечении Николо-Ямской и Яузской улиц | 2013 | Вячеслав Клыков | |
| Юрию Долгорукому                                       | Тверская площадь | 1954 | С. Орлов, А. Антропов, Н. Штамм | 771610678040006 |
| Алексею Ермолову                                       | Профсоюзная улица в районе Коньково | 2012 | Александр Бурганов | |
| Георгию Жукову                                         | Манежная площадь | 1995 | Вячеслав Клыков, Юрий Григорьев | |
| Георгию Жукову                                         | Проспект Маршала Жукова | 1995 | Лев Кербель | |
| Георгию Жукову                                         | Авиамоторная улица, дом 55 на территории завода МЗЭМА | 2017 | | |
| Дмитрию Кантемиру                                      | Царицыно | 2014 | Константин Константинов | |
| Дмитрию Карбышеву                                      | Бульвар Генерала Карбышева | 1980 | Владимир Цигаль | |
| Надежде Крупской                                       | Площадь Сретенские Ворота | 1976 | Екатерина и Александр Белашовы | |
| Михаилу Кутузову                                       | Кутузовский проспект, дом 38, строение 2 | 1958 | Николай Томский | 771410665800005 |
| Михаилу Кутузову                                       | Кутузовский проспект, дом 38 | 1973 | Николай Томский | |
| Михаилу Кутузову                                       | Ташкентская улица | 1997 | Владимир Глебов-Вадбольский | |
| Михаилу Кутузову                                       | Красная Пахра | 2012 | Александр Рожников | |
| Ивану Лихачёву                                         | Автозаводская улица, дом 23 | 1958 | Матвей Манизер | |
| Владимиру Ленину                                       | На 2018 год не существует полного списка всех установленных в Москве памятников. Однако за всё время было воздвигнуто не менее двухсот монументов, часть из которых демонтировали по различным причинам, некоторые перенесли в «Музеон». По состоянию на апрель 2018-го в столице сохранилось более ста скульптур. | На 2018 год не существует полного списка всех установленных в Москве памятников. Однако за всё время было воздвигнуто не менее двухсот монументов, часть из которых демонтировали по различным причинам, некоторые перенесли в «Музеон». По состоянию на апрель 2018-го в столице сохранилось более ста скульптур. | На 2018 год не существует полного списка всех установленных в Москве памятников. Однако за всё время было воздвигнуто не менее двухсот монументов, часть из которых демонтировали по различным причинам, некоторые перенесли в «Музеон». По состоянию на апрель 2018-го в столице сохранилось более ста скульптур. | На 2018 год не существует полного списка всех установленных в Москве памятников. Однако за всё время было воздвигнуто не менее двухсот монументов, часть из которых демонтировали по различным причинам, некоторые перенесли в «Музеон». По состоянию на апрель 2018-го в столице сохранилось более ста скульптур. |
| Василию Маргелову                                      | улица Маргелова | 2018 | Алексей Чебаненко | |
| Минину и Пожарскому                                    | Красная площадь у Покровского собора | 1818 | Иван Мартос | 771811313220006 |
| царю Михаилу Фёдоровичу и императору Николаю II парный | Новоспасский монастырь | 2013 | Денис Стритович и Андрей Голубев | |
| Павлу Нахимову                                         | Севастопольский проспект, дом 29 | 2005 | Сержик Арташесович Васканян | |
| Павлу Нахимову                                         | Ленинградское шоссе, дом 56а | 2010 | | |
| Павлу Нахимову                                         | Большая Косинская улица, дом 45 | 2012 | Александр Аполлонов | |
| Петру I                                                | Крымская набережная, дом 10 | 1997 | Зураб Церетели | |
| Петру I                                                | Усадьба Измайлово | 1998 | Лев Кербель | |
| Петру I                                                | Лефортово, Красноказарменная улица, дом 2, памятник-обелиск Петру I и Францу Лефорту | 1998 | Е. М., В. А., Д. В. Суровцевы | |
| Петру I                                                | Лефортовский парк, в беседке-ротонде | 1805, восстановлен в 1904 | | |
| Петру I                                                | Памятник Петру I и Николаю Бидлоо на территории Военного госпиталя имени Бурденко | 2008 | Леонид Баранов | |
| Петру I                                                | Памятник-бюст на территории госпиталя имени Бурденко | | | |
| Петру I                                                | На территории Морского центра имени Петра Великого | | | |
| Петру I                                                | На территории Казачьего кадетского корпуса имени Шолохова | 2008 | | |
| Матвею Платову                                         | Красноказарменная улица, дом 6 | 2013 | К. Р. Чернявский | |
| Константину Рокоссовскому                              | Бульвар Рокоссовского, между домами 11 и 12 | 2015 | Александр Рукавишников | |
| Генералу Скобелеву                                     | Рузская улица | 2014 | Александр Рукавишников | |
| Петру Столыпину                                        | Новый Арбат | 2012 | коллектив скульпторов | |
| Александру Суворову                                    | Суворовская площадь | 1982 | Олег Комов | |
| Фёдору Толбухину                                       | Самотёчная улица, в сквере | 1960 | Лев Кербель | 771411298970006 |
| Михаилу Фрунзе                                         | Г-810, проезд Девичьего Поля, дом 4 | 1927 | Сергей Меркуров | |
| Михаилу Фрунзе                                         | У Кремлёвской стены | 1947 | Сергей Меркуров | |
| Михаилу Фрунзе                                         | У торцевой стены центрального зала станции метро «Фрунзенская» | 1957 | Евгений Вучетич | |
| Михаилу Фрунзе                                         | Улица Знаменка, дом 12/2 | 1959 | Зиновий Виленский | |
| Михаилу Фрунзе                                         | Суворовская площадь | 1960 | Евгений Вучетич | 771610725640005 |
| Николаю Швернику                                       | Ленинский проспект, дом 42 | 1979 | Юрий Чернов | |
| Ивану Шувалову                                         | Ломоносовский проспект | 2005 | Зураб Церетели | |
| Николаю Шмиту                                          | Шмитовский проезд, дом 2 | 1971 | Геннадий Дмитриевич Распопов, В. И. Юдин | 771410671110005 |
| Евгению Примакову.                                     | Смоленская площадь, сквер напротив здания МИД России | 2019 | Георгий Франгулян | |

| - Александр II - Вацлав Воровский - Юрий Долгорукий - Дмитрий Карбышев - Пётр I на Москве-реке - «Булыжник — оружие пролетариата» |

### Героям Великой Отечественной войны
| Памятник                         | Адрес                                                   | Дата установки | Скульптор                        | Код ЕГРОКН |
| -------------------------------- | ------------------------------------------------------- | -------------- | -------------------------------- | ---------- |
| Николаю Гастелло                 | Улица Гастелло                                          | 1985           | Борис Алексеевич Мачков          |            |
| Валентине Гризодубовой           | Кутузовский проспект, дом 34                            | 2000           | Салават Щербаков и Фёдор Викулов |            |
| Зое Космодемьянской              | Станция метро «Партизанская»                            |                | Матвей Манизер                   |            |
| Зое и Александру Космодемьянским | Улица Зои и Александра Космодемьянских, дом 35/1        | 1969           | Семён Андреивич Лойк             |            |
| Зое и Александру Космодемьянским | Улица Зои и Александра Космодемьянских, дом 3, корпус 1 | 1981           | Олег Антонович Иконников         |            |
| Морякам-черноморцам              | Севастопольский проспект, дом 24б                       | 2003           | Андрей Ковальчук                 |            |
| Евгении Рудневой                 | Улица Рудневой                                          | 1956           | А. Кузнецов                      |            |

| - Николай Гастелло - Зоя Космодемьянская - Зоя и Александр Космодемьянские на месте их дома - Космодемьянские во дворе гимназии - Евгения Руднева |

| Памятник                                     | Адрес | Дата установки | Скульптор                                                     | Код ЕГРОКН      |
| -------------------------------------------- | --- | -------------- | ------------------------------------------------------------- | --------------- |
| Без вести пропавшим солдатам без могил       | Парк Победы                                                                                                | 1995           | В. И. Злоба, М. Будаев                                        |                 |
| Воинам — защитникам Москвы                   | Клинская улица, владение 2                                                                                 | 1975           | Алексанр Бурганов                                             |                 |
| Воинам-железнодорожникам                     | Большая Черкизовская улица, дом 125                                                                        | 1954           |                                                               |                 |
| Воинам-железнодорожникам                     | Деповская улица, дом 3, возле локомотивного депо Ховрино                                                   | 1967           | Художник депо Ю. А. Волков                                    |                 |
| Воинам-железнодорожникам                     | Нижняя улица, дом 7, в сквере перед мастерскими локомотивного депо имени Ильича возле Белорусского вокзала |                | Сергей Конёнков                                               |                 |
| Воинам-железнодорожникам                     | Михалковская улица, дом 56, локомотивное депо Лихоборы                                                     |                | Дмитрий Антонович Поляков                                     |                 |
| Воинам-железнодорожникам                     | Улица Буракова, дом 8, локомотивное депо Москва-Сортировочная                                              | 2010           |                                                               |                 |
| Воинам-железнодорожникам                     | Рижская площадь, дом 1, станция Москва-Рижская, Музей натурной железнодорожной техники                     | 2011           | Салават Щербаков                                              |                 |
| Воинам-железнодорожникам                     | 2-й Амбулаторный проезд, дом 8а, паровозное депо Подмосковная                                              | 2015           |                                                               |                 |
| Воинам-железнодорожникам                     | Канатчиковский проезд, дом 6, на железнодорожной станции Канатчиково                                       |                |                                                               |                 |
| Героям-школьникам                            | Столовый переулок, дом 10/2                                                                                | 1971           | Даниэль Митлянский                                            |                 |
| Памятник Дальней авиации                     | Сквер Девичьего поля                                                                                       | 2014           | Салават Александрович Щербаков                                |                 |
| «Ежи»                                        | 23-й километр Ленинградского шоссе                                                                         | 1966           |                                                               |                 |
| Могила Неизвестного Солдата                  | Александровский сад                                                                                        | 1967           | Дмитрий Бурдин, Владимир Климов, Юрий Рабаев, Николай Томский | 771310407350036 |
| Монумент Победы                              | Парк Победы, Поклонная гора                                                                                | 1995           | Зураб Церетели                                                |                 |
| Морякам-североморцам                         | Дубнинская улица, дом 18б                                                                                  | 1972           | Лев Кербель                                                   |                 |
| Ополченцам Москвы                            | Улица Народного Ополчения                                                                                  | 1974           | О. С. Кирюхин                                                 |                 |
| «Прощание славянки»                          | Белорусский вокзал                                                                                         | 2014           | Сергей Щербаков, Вячеслав Молокостов                          |                 |
| «Русская Зима»                               | Хавская улица                                                                                              | 1960           | Лев Муравин                                                   |                 |
| Странам-участницам антигитлеровской коалиции | Парк Победы, Поклонная гора                                                                                | 2005           | Михаил Переяславец, Сергей и Салават Щербаковы                |                 |
| «Трагедия народов»                           | Парк Победы                                                                                                | 1997           | Зураб Церетели                                                |                 |
| «Штыки»                                      | 40-й километр Ленинградского шоссе                                                                         | 1974           | Е. Штейман-Деревянко, А. Штейман                              |                 |

| - Монумент Победы - Могила Неизвестного Солдата - «Прощание славянки» - «Трагедия народов» - Комплекс «Штыки» |

### Погибшим в локальных конфликтах
| Памятник                                                                         | Адрес                                                   | Дата установки | Скульптор                               | Код ЕГРОКН |
| -------------------------------------------------------------------------------- | ------------------------------------------------------- | -------------- | --------------------------------------- | ---------- |
| Борцам революции 1905 года                                                       | Площадь Краснопресненская Застава                       | 1981           | Олег Антонович Иконников, В. А. Федоров |            |
| Воинам-десантникам                                                               | Улица Советской Армии, дом 2                            | 2002           | Михаил Переяславец                      |            |
| Воинам-интернационалистам                                                        | Парк Победы                                             | 2004           | Салават и Сергей Щербаковы              |            |
| Героям Первой мировой войны                                                      | Парк Победы                                             | 2014           | Андрей Ковальчук                        |            |
| Героям Плевны                                                                    | Ильинский сквер                                         | 1887           | Владимир Шервуд                         |            |
| Жертвам терактов 1999 года                                                       | Улица Гурьянова, дом 19                                 | 2000           |                                         |            |
| Жертвам терактов 1999 года                                                       | Каширское шоссе                                         |                |                                         |            |
| Погибшим 20 октября 1982 года в «Лужниках» (Памятник погибшим на стадионах мира) | Олимпийский комплекс «Лужники», недалеко от трибуны «В» | 1992           | Михаил Сковородин                       |            |
| «Скорбящие матери»                                                               | Зелёный проспект, дом 24                                | 1992           | Вадим Сидур, Александр Позин            |            |
| Солдатам правопорядка, погибшим при исполнении служебного долга                  | Трубная площадь                                         | 1994           | Анатолий Бичуков                        |            |
| Участникам боёв на Красной Пресне                                                | Около Горбатого моста                                   | 1981           | Д. Б. Рябичев                           |            |
| Экипажу атомного подводного крейсера «Курск»                                     | Улица Советской Армии                                   | 2002           | Лев Кербель                             |            |

| - Памятник воинам-десантникам - Памятник воинам-интернационалистам - Памятник героям Плевны |

### Космонавтам
| Памятник                | Адрес                                    | Дата установки | Скульптор                                                                                            | Код ЕГРОКН      |
| ----------------------- | ---------------------------------------- | -------------- | --- | --------------- |
| Александру Александрову | Аллея Космонавтов                        | 2017           | А. В. Балашов, А. С. Забалуев, И. Н. Новиков и Е. И. Казанская, арх. В. В. Перфильев и А. К. Тихонов |                 |
| Павлу Беляеву           | Аллея Космонавтов                        | 1967           | Андрей Файдыш-Крандиевский                                                                           | 771610657220056 |
| Владиславу Волкову      | Улица Космонавта Волкова, дом 1          | 1975           | Георгий Моисеевич Тоидзе                                                                             |                 |
| Юрию Гагарину           | Площадь Гагарина                         | 1980           | Павел Бондаренко                                                                                     |                 |
| Юрию Гагарину           | Проспект Вернадского, дом 14             | 1986           | Юрий Чернов                                                                                          |                 |
| Юрию Гагарину           | Аллея Космонавтов                        | 1967           | Лев Кербель                                                                                          | 771610657220066 |
| Владимиру Комарову      | Аллея Космонавтов                        | 1967           | Павел Бондаренко                                                                                     | 771610657220036 |
| Валентину Лебедеву      | Аллея Космонавтов                        | 2017           | А. В. Балашов, А. С. Забалуев, И. Н. Новиков и Е. И. Казанская, арх. В. В. Перфильев и А. К. Тихонов |                 |
| Алексею Леонову         | Аллея Космонавтов                        | 1967           | Андрей Файдыш-Крандиевский                                                                           | 771610657220016 |
| Светлане Савицкой       | Аллея Космонавтов                        | 2017           | А. В. Балашов, А. С. Забалуев, И. Н. Новиков и Е. И. Казанская, арх. В. В. Перфильев и А. К. Тихонов |                 |
| Валентине Терешковой    | Аллея Космонавтов                        | 1967           | Григорий Постников                                                                                   | 771610657220046 |
| Владимиру Соловьёву     | Аллея Космонавтов                        | 2017           | А. В. Балашов, А. С. Забалуев, И. Н. Новиков и Е. И. Казанская, арх. В. В. Перфильев и А. К. Тихонов |                 |
| «Первый спутник»        | Рижская площадь, станция метро «Рижская» | 1958           | С. Я. Ковнер                                                                                         |                 |
| «Покорителям космоса»   | Проспект Мира                            | 1964           | Андрей Файдыш-Крандиевский                                                                           |                 |

| - Павел Беляев - Владислав Волков - Гагарин на Гагаринской площади - «Первый спутник» |

### Спортсменам
| Памятник           | Адрес                                                                    | Дата установки | Скульптор              | Коды ЕГРОКН |
| ------------------ | ------------------------------------------------------------------------ | -------------- | ---------------------- | ----------- |
| Анне Синилкиной    | Олимпийский комплекс «Лужники»                                           | 2005           |                        |             |
| Николаю Старостину | Олимпийский комплекс «Лужники», Аллея выдающихся спортсменов России      | 1996           | Александр Рукавишников |             |
| Эдуарду Стрельцову | Олимпийский комплекс «Лужники», Аллея выдающихся спортсменов России      | 1998           | Александр Рукавишников |             |
| Эдуарду Стрельцову | Стадион имени Эдуарда Стрельцова                                         | 1999           |                        |             |
| Анатолию Тарасову  | Ледовый спортивный комплекс ЦСКА имени В. М. Боброва                     | 2018           |                        |             |
| Анатолию Тарасову  | Ваганьковское кладбище, на могиле                                        |                |                        |             |
| Валерию Харламову  | 74-й километр Ленинградского шоссе                                       | 1991           |                        |             |
| Валерию Харламову  | Ленинградский проспект, дом 39, строение 29, Аллея спортивной славы ЦСКА | 2009           |                        |             |
| Валерию Харламову  | Олимпийский комплекс «Лужники», Аллея выдающихся спортсменов России      | 2017           | Александр Рукавишников |             |
| Льву Яшину         | Олимпийский комплекс «Лужники», Аллея выдающихся спортсменов России      | 1997           | Александр Рукавишников |             |
| Льву Яшину         | Стадион «Динамо», рядом с северной трибуной                              | 1999           | Александр Рукавишников |             |

| - Анна Синилкина - Эдуард Стрельцов в «Лужниках» - Эдуард Стрельцов у стадиона |

### Иностранцам
| Памятник          | Адрес                                                          | Дата установки | Скульптор                      | Код ЕГРОКН      |
| ----------------- | -------------------------------------------------------------- | -------------- | ------------------------------ | --------------- |
| Симону Боливару   | Пересечение Университетского проспекта и проспекта Вернадского | 2023           | Хесус Мануэль Суэскун Кинтеро  |                 |
| Индире Ганди      | Площадь Индиры Ганди                                           | 1987           | Олег Комов                     |                 |
| Махатме Ганди     | Площадь Индиры Ганди                                           | 1988           | Гаутам Пал                     |                 |
| Шарлю де Голлю    | Площадь Шарля де Голля, рядом с гостиницей «Космос»            | 2005           | Зураб Церетели                 |                 |
| Исламу Каримову   | Сквер Ислама Каримова                                          | 2018           | Пол Дэй                        |                 |
| Фиделю Кастро     | Площадь Фиделя Кастро                                          | 2022           | Алексей Чебаненко              |                 |
| Карлу Марксу      | Театральная площадь                                            | 1961           | Лев Кербель                    | 771410726370006 |
| Джавахарлалу Неру | Площадь Джавахарлала Неру                                      | 1996           | Дмитрий и Александр Рябичевы   |                 |
| Эрнсту Тельману   | Ленинградский проспект, дом 62                                 | 1986           | Владимир и Валентин Артамоновы |                 |
| Хо Ши Мину        | Площадь Хо Ши Мина                                             | 1990           | Владимир Цигаль                |                 |
| Фридриху Энгельсу | Площадь Пречистенские Ворота                                   | 1976           | Иосиф Козловский               |                 |

| - Махатма Ганди - Рабиндранат Тагор - Хо Ши Мин - Шолом-Алейхем - Фридрих Энгельс |

### Религиозным деятелям
| Памятник             | Адрес                                                    | Дата установки | Скульптор        | Код ЕГРОКН |
| -------------------- | -------------------------------------------------------- | -------------- | ---------------- | ---------- |
| Митрополиту Алексию  | 2-й Зачатьевский переулок, дом 2, Зачатьевский монастырь | 2011           | А. С. Забалуев   |            |
| Андрею Первозванному | 74-й километр МКАД                                       | 2006           |                  |            |
| Братьям Лихудам      | Богоявленский переулок                                   | 2007           | Вячеслав Клыков  |            |
| Кириллу и Мефодию    | Недалеко от Славянской площади                           | 1992           | Вячеслав Клыков  |            |
| Патриарху Гермогену  | Александровский сад                                      | 2013           | Салават Щербаков |            |

### Скульптурные ансамбли и парки
- Аллея Космонавтов — двенадцать скульптур советских и российских космонавтов, установлены в 1967, 1981, 2001 и 2017 годах.
- Аллея учёных МГУ — двенадцать памятников-бюстов российским деятелям науки и культуры, устанавливались с 1949 по 1953 год.
- Аллея выдающихся спортсменов России — группа памятников известным футболистам, заслуженным мастерам спорта СССР работы скульптора Александра Рукавишникова, выполненные в реалистичной манере.
- Аллея спортивной славы ЦСКА — открыта в 1983 году перед зданием офицерского клуба ЦСКА. Позже аллею с 34 бюстами перенесли к главному офису ЦСКА на Ленинградском проспекте.
- «Дети — жертвы пороков взрослых» — скульптурная композиция как аллегория борьбы со злом и общественными пороками, установлена на Болотной площади в сквере 800-летия Москвы. Состоит из 15 скульптур. В центре композиции изображены двое детей с завязанными глазами, их окружают скульптуры в виде антропоморфных монстров, олицетворяющих «взрослые» пороки.
- Парк Дружбы — городской парк на территории района Левобережный на севере Москвы. Назван и основан в честь VI Всемирного фестиваля молодёжи и студентов 1957 года. В нём находится большое количество памятников национальным героям разных стран, а также стелы и композиции, которые отражают дружбу народов.
- Парк искусств «Музеон» — крупнейший в России музей скульптуры под открытым небом. Среди множества парковых скульптур монументы вождей 1930—1950-х годов, памятники эпохи соцреализма и бюсты Героев Социалистического Труда, а также работы скульпторов-авангардистов. Расположены вдоль аллеи и на газонах, доступ к ним не ограничен.
- Скульптуры Зураба Церетели на Грузинской площади — несколько статуй скульптора расположены вдоль фасада его мастерской (дом 17, строение 1) и перед входом в студию. Монументы периодически меняют.

| - Аллея Космонавтов - Аллея учёных МГУ - «Дети — жертвы пороков взрослых» - Парк Дружбы |

### Прочие памятники
| Памятник                                   | Адрес                                                                    | Дата установки | Скульптор                                  | Код ЕГРОКН      |
| ------------------------------------------ | ------------------------------------------------------------------------ | -------------- | ------------------------------------------ | --------------- |
| Альпинистам                                | Лужнецкая набережная, дом 24, стадион «Лужники», около восточной трибуны | 1980           | Евгений Абалаков                           |                 |
| Великой княгине Елизавете Фёдоровне        | Улица Большая Ордынка, дом 34                                            | 1990           | Вячеслав Клыков                            |                 |
| Венгерско-советской дружбе                 | Ленинградское шоссе, парк Дружбы                                         | 1976           | Б. Буза                                    |                 |
| «Дети мира»                                | Парк Дружбы                                                              | 1990           | Антти Неувонен                             |                 |
| «Дружба навеки»                            | Тишинская площадь                                                        | 1983           | Зураб Церетели                             |                 |
| Каховка                                    | Улица Каховка, дом 23                                                    | 1967           | А. Заварзин                                |                 |
| Мальчишу-Кибальчишу                        | Улица Косыгина, 17                                                       | 1972           | В. К. Фролов                               | 771410678270005 |
| Металлургам                                | Улица Металлургов                                                        | 1970           | Н. Львов                                   |                 |
| «Миру — мир!»                              | Площадь Новодевичьего монастыря                                          | 1957           | Станислав Людвигович Савицкий              |                 |
| «Первые комсомольцы»                       | Университетский проспект                                                 | 1972           | Юрий Нерода                                |                 |
| «Песня»                                    | Цветной бульвар                                                          | 1958           | Михаил Бабурин                             |                 |
| «Плодородие», парная со скульптурой «Хлеб» | Ленинградское шоссе, парк Дружбы                                         | 1963           | Вера Мухина                                |                 |
| «Победители»                               | Улица Старый Гай                                                         | 1975           | Олег Сергеевич Кирюхин                     |                 |
| «Рабочий»                                  | Площадь Крестьянская Застава                                             | 1925           | Николай Андреев                            |                 |
| «Рабочий и колхозница»                     | Северный вход ВДНХ                                                       | 1937           | Вера Мухина                                |                 |
| «Булыжник — оружие пролетариата»           | Парк Декабрьского восстания                                              | 1967           | М. Н. Казарновский, Лев Николаевич Матюшин |                 |

| - «Дружба навеки» - «Рабочий и колхозница» - Памятник Мальчишу-Кибальчишу - «Миру — мир!» - «Хлеб» |

| Памятник                                                | Адрес                                                                 | Дата установки | Скульптор                                              | Код ЕГРОКН |
| ------------------------------------------------------- | --------------------------------------------------------------------- | -------------- | ------------------------------------------------------ | ---------- |
| Великой княгине Евдокии Московской (поклонный крест)    | Рождественский бульвар, дом 12                                        | 2012           |                                                        |            |
| Николаю Кристофари                                      | Улица Вавилова                                                        | 2007           | Александр Рукавишников                                 |            |
| Михаилу Бабушкину                                       | Пересечение улицы Лётчика Бабушкина и улицы Коминтерна                | 2004           | Владимир Лепешов                                       |            |
| «Благословенна в веках дружба народов России и Армении» | Площадь Никитские Ворота                                              | 1997           | Фридрих и его сын Ваге Согоян                          |            |
| «Возрождение»                                           | Большая Ордынка, дом 41                                               | 2000           | Эрнст Неизвестный                                      |            |
| «Дорогу утятам!»                                        | Новодевичья набережная                                                | 1991           |                                                        |            |
| «Дружба народов»                                        | Улица Миклухо-Маклая, дом 6                                           | 2001           |                                                        |            |
| «Мир»                                                   | Площадь Шарля де Голля                                                |                |                                                        |            |
| Памятник кинокамере                                     | Мосфильмовская улица, дом 8                                           | 2001           | А. Росляков                                            |            |
| Манасу Великодушному                                    | Ленинградское шоссе, парк Дружбы                                      | 2012           | Жоомарт Кадыралиев, Д. Жолчуев, В. Садыков, Т. Медеров |            |
| «Москва — Петушки»                                      | Площадь Борьбы                                                        | 2007           | Валерий Кузнецов, С. В. Манцеров                       |            |
| Шерлоку Холмсу и доктору Ватсону                        | Смоленская набережная                                                 | 2007           | Андрей Орлов                                           |            |
| Героям фильма «Офицеры»                                 | Фрунзенская набережная, дом 22                                        | 2013           | Алексей Игнатов                                        |            |
| Студенческим отрядам                                    | Ленинские горы, дом 1, строение 2                                     | 2009           | Александр Рукавишников                                 |            |
| «Пронзённый Пегас»                                      | Улица Земляной Вал                                                    | 2004           | Даниэль Митлянский, Г. Шилина                          |            |
| «Ростокинский дворник»                                  | Улица Бажова                                                          | 2006           | Андрей Асерьянц, Владимир Лепешов                      |            |
| Защитникам земли российской                             | Развязка Кутузовского проспекта и Минской улицы                       | 1995           | Анатолий Бичуков                                       |            |
| «Дерево жизни»                                          | Большая Грузинская улица, зоопарк                                     | 1996           | Зураб Церетели                                         |            |
| Памятник плавленому сырку «Дружба»                      | Огородный проезд                                                      | 2005           | Салават и Сергей Щербаковы                             |            |
| Памятник Василию Прохорову                              | Большой Предтеченский переулок, сквер промышленников Прохоровых       | 2020           | Александр Смирнов                                      |            |
| Памятник «Жена офицера»                                 | Екатерининский парк, перед зданием Центрального дома Российской армии | 2021           | Дмитрий Клавсуц, Алексей Игнатов                       |            |

| - «Дерево жизни» - Героям фильма «Офицеры» - Памятник Николаю Кристофари - «Москва — Петушки» - Памятник сырку «Дружба» |

### Утраченные памятники
| Памятник                       | Адрес                                      | Дата установки и утраты       | Скульптор                                  |
| ------------------------------ | ------------------------------------------ | ----------------------------- | ------------------------------------------ |
| Петру I                        | на территории загородной усадьбы Кузьминки | 1844—1920-е                   | Сантин Кампиони                            |
| Александру II                  | Кремль                                     | 1898—1928                     | Александр Опекушин                         |
| Александру III                 | Пречистенская набережная                   | 1912—1918                     | Александр Опекушин, Артемий Обер           |
| Михаилу Скобелеву              | Тверская площадь                           | 1914—1918                     | Пётр Самонов                               |
| Монумент советской конституции | Тверская площадь                           | 1918—1941                     | Дмитрий Осипов, Николай Андреев, Б. Лавров |
| Максимилиану Робеспьеру        | Александровский сад                        | 3 ноября 1918 — 7 ноября 1918 | Беатриса Сандомирская                      |
| Сталину                        | ВДНХ у павильона павильона «Космос»        | 1939—1951                     | Сергей Меркуров                            |
| Павлику Морозову               | детский парк Краснопресненского района     | 1948—1991                     | Иосиф Рабинович                            |

| - Памятник Александру II в Кремле - Памятник Александру III - Памятник Скобелеву - Монумент советской конституции - Модель памятника Робеспьеру - Памятник Сталину на ВСХВ - Памятник Павлику Морозову |